# Daniel Pesina
Daniel Pesina (Chicago, 1º dicembre 1959) è un artista marziale e attore statunitense di origini messicane.
È noto al grande pubblico per aver prestato le proprie fattezze a Johnny Cage, Scorpion, Sub Zero, Reptile, Smoke e Noob Saibot nei primi due giochi della saga di Mortal Kombat.

## Biografia
Pesina è nata a Chicago, Illinois, da genitori messicani e ha studiato arti marziali dall'età di 10 anni.
Pesina ha iniziato il suo lavoro come comparsa nei film di arti marziali, apparendo come uno dei soldati di Shredder nel film del 1991 Teenage Mutant Ninja Turtles II: Il segreto di Ooze, dove ha conosciuto il collega Ho-Sung Pak, futuro interprete di Liu Kang.
Amico di lunga data del designer John Tobias, Pesina è stato portato da lui a lavorare, nel 1992, alla realizzazione di Mortal Kombat, che incorporava una grafica digitalizzata a partire da riprese di attori reali, in cui interpretava Johnny Cage e i personaggi ninja Scorpion, Sub-Zero e Reptile, e serviva come coordinatore di arti marziali, per il gioco, mentre suo fratello Carlos interpretava Raiden. I due hanno ripreso i loro ruoli in Mortal Kombat II e, in più, Daniel ha interpretato anche i personaggi segreti Smoke e Noob Saibot.
Successivamente, Pesina si separò da Midway, e fece causa alla società insieme a Ho-Sung Pak, Katalin Zamiar (interprete di Kitana e Mileena), and Phillip Ahn (interprete di Shang Tsung) per diritti d'immagine non pagati derivanti dall'utilizzo delle sue fattezze nelle versioni per console dei primi due giochi di Mortal Kombat, causa che perse con giudizio sommario.
Anche per questo, i personaggio di Johnny Cage e Scorpion non compaiono in Mortal Kombat 3, mentre John Turk sostituisce Pesina nel ruolo di un Sub-Zero senza maschera e del resto dei ninja in Ultimate Mortal Kombat 3; Johnny Cage sarebbe stato interpretato da Chris Alexander in Mortal Kombat Trilogy. Durante questo periodo, Pesina promosse BloodStorm (un gioco di combattimento progettato da un ex dipendente della Midway che aveva collaborato alla realizzazione della serie Mortal Kombat ) in una pubblicità, travestito da Johnny Cage, che portò a una voce di lunga data secondo cui Pesina era stato licenziato. A metà della sua partecipazione alla promozione di Blood Storm. Lui e suo fratello minore Carlos lavorarono segretamente anche a Tattoo Assassins, un altro gioco concorrente di Mortal Kombat, mentre gli attori che avevano fatto causa alla Midway prestarono le loro fattezze ai personaggi di Thea Realm Fihgters, uscito esclusivamente per Atari Jaguar, i cui creatori cercavano di monopolizzare per il mercato casalingo il "marchio" Mortal Kombat. Carlos Pesina è rimasto con Midway fino alla chiusura della società e, al 2019, lavora ancora presso NetherRealm Studios.
Ha interpretato un sicario nel film di arti marziali del 1996 Book of Swords interpretato anche da Katalin Zamiar, Ho-Sung Pak e Richard Divizio (interprete di Kano). Daniel e Carlos sono apparsi anche in una commedia basata su videogiochi intitolata Press Start, che è stata pubblicata in DVD il 25 settembre 2007. In esso, il personaggio di Daniel si chiama Sasori, che in giapponese significa "Scorpione". Dal 2004, Daniel è insegnante presso la Chicago Wushuguan School.